# Ervedal e Vila Franca da Beira
Ervedal e Vila Franca da Beira (oficialmente, União de Freguesias de Ervedal e Vila Franca da Beira)  é uma freguesia portuguesa do município de Oliveira do Hospital, com 28,78 km² de área e 1279 habitantes (censo de 2021). A sua densidade populacional é 44,4 hab./km².

## História
Foi criada aquando da reorganização administrativa de 2012/2013,  resultando da agregação das antigas freguesias de Ervedal e Vila Franca da Beira.

## Demografia
A população registada nos censos foi:
| Ano  | 0-14 Anos | 15-24 Anos | 25-64 Anos | > 65 Anos |
| 2001 | 237       | 170        | 744        | 481       |
| 2011 | 149       | 136        | 609        | 500       |
| 2021 | 129       | 98         | 599        | 453       |

À data da junção das freguesias, a população registada no censo anterior foi:
| Freguesia atual                                        | Freguesia atual  | Freguesia atual | Freguesias antigas   | Freguesias antigas | Freguesias antigas |
| Freguesia                                              | População (2011) | Área (km²)      | Freguesia            | População (2011)   | Área (km²)         |
| ------------------------------------------------------ | ---------------- | --------------- | -------------------- | ------------------ | ------------------ |
| União das Freguesias de Ervedal e Vila Franca da Beira | 1281             | 28,78           | Ervedal              | 929                | 20,80              |
| União das Freguesias de Ervedal e Vila Franca da Beira | 1281             | 28,78           | Vila Franca da Beira | 465                | 7,23               |